# Lijst van premiers van Australië
Dit is een lijst van premiers van Australië. In Australië kent men deelstaten, de hoofden hiervan heten Premier of Chief Minister. De leider van Australië wordt de Prime Minister genoemd. In dit artikel worden alle Prime Ministers genoemd op naam en op periode.

## Premiers van Australië (1901–1949)
| Nr. | Premier        | Premier                    | Ambtstermijn      | Ambtstermijn      | Partij                           |
| --- | -------------- | -------------------------- | ----------------- | ----------------- | -------------------------------- |
| 1   | Edmund Barton  | Edmund Barton (1849–1920)  | 1 januari 1901    | 24 september 1903 | Protectionist Party              |
| 2   | Alfred Deakin  | Alfred Deakin (1856–1919)  | 24 september 1903 | 27 april 1904     | Protectionist Party              |
| 3   | Chris Watson   | Chris Watson (1867–1941)   | 27 april 1904     | 18 augustus 1904  | Labor Party                      |
| 4   | George Reid    | George Reid (1845–1918)    | 18 augustus 1904  | 5 juli 1905       | Free Trade Party                 |
| (2) | Alfred Deakin  | Alfred Deakin (1856–1919)  | 5 juli 1905       | 13 november 1908  | Protectionist Party              |
| 5   | Andrew Fisher  | Andrew Fisher (1862–1928)  | 13 november 1908  | 2 juni 1909       | Labor Party                      |
| (2) | Alfred Deakin  | Alfred Deakin (1856–1919)  | 2 juni 1909       | 29 april 1910     | Protectionist Party              |
| (5) | Andrew Fisher  | Andrew Fisher (1862–1928)  | 29 april 1910     | 24 juni 1913      | Labor Party                      |
| 6   | Joseph Cook    | Joseph Cook (1860–1947)    | 24 juni 1913      | 17 september 1914 | Commonwealth Liberal Party       |
| (5) | Andrew Fisher  | Andrew Fisher (1862–1928)  | 17 september 1914 | 27 oktober 1915   | Labor Party                      |
| 7   | Billy Hughes   | Billy Hughes (1862–1952)   | 27 oktober 1915   | 9 februari 1923   | Labor Party (1915–1916)          |
| 7   | Billy Hughes   | Billy Hughes (1862–1952)   | 27 oktober 1915   | 9 februari 1923   | National Labor Party (1916–1917) |
| 7   | Billy Hughes   | Billy Hughes (1862–1952)   | 27 oktober 1915   | 9 februari 1923   | National Party (1917–1923)       |
| 8   | Stanley Bruce  | Stanley Bruce (1883–1967)  | 9 februari 1923   | 22 oktober 1929   | National Party                   |
| 9   | James Scullin  | James Scullin (1876–1953)  | 22 oktober 1929   | 6 januari 1932    | Labor Party                      |
| 10  | Joseph Lyons   | Joseph Lyons (1879–1939)   | 6 januari 1932    | 7 april 1939      | United Party                     |
| 11  | Earle Page     | Earle Page (1880–1961)     | 7 april 1939      | 26 april 1939     | National Party                   |
| 12  | Robert Menzies | Robert Menzies (1894–1978) | 26 april 1939     | 29 augustus 1941  | United Party                     |
| 13  | Arthur Fadden  | Arthur Fadden (1894–1973)  | 29 augustus 1941  | 7 oktober 1941    | National Party                   |
| 14  | John Curtin    | John Curtin (1885–1945)    | 7 oktober 1941    | 5 juli 1945       | Labor Party                      |
| 15  | Frank Forde    | Frank Forde (1890–1983)    | 5 juli 1945       | 13 juli 1945      | Labor Party                      |
| 16  | Ben Chifley    | Ben Chifley (1885–1951)    | 13 juli 1945      | 19 december 1949  | Labor Party                      |

## Premiers van Australië (1949–heden)
| Nr.  | Premier van Australië Prime Minister of Australia | Premier van Australië Prime Minister of Australia | Premier van Australië Prime Minister of Australia | Ambtstermijn      | Ambtstermijn      | Partij(en)     | Kabinet(en) | Verkiezing(en) |
| ---- | ------------------------------------------------- | ------------------------------------------------- | ------------------------------------------------- | ----------------- | ----------------- | -------------- | ----------- | -------------- |
| (12) |                                                   | Robert Menzies                                    | Robert Menzies (1894–1978)                        | 19 december 1949  | 26 januari 1966   | Liberal Party  | Menzies IV  | 1949           |
| (12) | Menzies V                                         | Robert Menzies                                    | Robert Menzies (1894–1978)                        | 19 december 1949  | 26 januari 1966   | Liberal Party  | 1951        |                |
| (12) | Menzies VI                                        | Robert Menzies                                    | Robert Menzies (1894–1978)                        | 19 december 1949  | 26 januari 1966   | Liberal Party  | 1954        |                |
| (12) | Menzies VII                                       | Robert Menzies                                    | Robert Menzies (1894–1978)                        | 19 december 1949  | 26 januari 1966   | Liberal Party  | 1955        |                |
| (12) | Menzies VIII                                      | Robert Menzies                                    | Robert Menzies (1894–1978)                        | 19 december 1949  | 26 januari 1966   | Liberal Party  | 1958        |                |
| (12) | Menzies IX                                        | Robert Menzies                                    | Robert Menzies (1894–1978)                        | 19 december 1949  | 26 januari 1966   | Liberal Party  | 1961        |                |
| (12) | Menzies X                                         | Robert Menzies                                    | Robert Menzies (1894–1978)                        | 19 december 1949  | 26 januari 1966   | Liberal Party  | 1963        |                |
| 17   |                                                   | Harold Holt                                       | Harold Holt (1908–1967)                           | 26 januari 1966   | 17 december 1967  | Liberal Party  | 1963        | Holt I         |
| 17   | Holt II                                           | Harold Holt                                       | Harold Holt (1908–1967)                           | 26 januari 1966   | 17 december 1967  | Liberal Party  | 1966        |                |
| 18   |                                                   | John McEwen                                       | John McEwen (1900–1980)                           | 17 december 1967  | 10 januari 1968   | National Party | 1966        | McEwen         |
| 19   |                                                   | John Gorton                                       | John Gorton (1911–2002)                           | 10 januari 1968   | 10 maart 1971     | Liberal Party  | 1966        | Gorton I       |
| 19   | Gorton II                                         | John Gorton                                       | John Gorton (1911–2002)                           | 10 januari 1968   | 10 maart 1971     | Liberal Party  | 1969        |                |
| 20   |                                                   | William McMahon                                   | William McMahon (1908–1988)                       | 10 maart 1971     | 5 december 1972   | Liberal Party  | 1969        | McMahon        |
| 21   |                                                   | Gough Whitlam                                     | Gough Whitlam (1916–2014)                         | 5 december 1972   | 11 november 1975  | Labor Party    | Whitlam I   | 1972           |
| 21   | Whitlam II                                        | Gough Whitlam                                     | Gough Whitlam (1916–2014)                         | 5 december 1972   | 11 november 1975  | Labor Party    |             | 1972           |
| 21   | Whitlam III                                       | Gough Whitlam                                     | Gough Whitlam (1916–2014)                         | 5 december 1972   | 11 november 1975  | Labor Party    | 1974        |                |
| 22   |                                                   | Malcolm Fraser                                    | Malcolm Fraser (1930–2015)                        | 11 november 1975  | 11 maart 1983     | Liberal Party  | 1974        | Fraser I       |
| 22   | Fraser II                                         | Malcolm Fraser                                    | Malcolm Fraser (1930–2015)                        | 11 november 1975  | 11 maart 1983     | Liberal Party  | 1975        |                |
| 22   | Fraser III                                        | Malcolm Fraser                                    | Malcolm Fraser (1930–2015)                        | 11 november 1975  | 11 maart 1983     | Liberal Party  | 1977        |                |
| 22   | Fraser IV                                         | Malcolm Fraser                                    | Malcolm Fraser (1930–2015)                        | 11 november 1975  | 11 maart 1983     | Liberal Party  | 1980        |                |
| 23   |                                                   | Bob Hawke                                         | Bob Hawke (1929–2019)                             | 11 maart 1983     | 20 december 1991  | Labor Party    | Hawke I     | 1983           |
| 23   | Hawke II                                          | Bob Hawke                                         | Bob Hawke (1929–2019)                             | 11 maart 1983     | 20 december 1991  | Labor Party    | 1984        |                |
| 23   | Hawke III                                         | Bob Hawke                                         | Bob Hawke (1929–2019)                             | 11 maart 1983     | 20 december 1991  | Labor Party    | 1987        |                |
| 23   | Hawke IV                                          | Bob Hawke                                         | Bob Hawke (1929–2019)                             | 11 maart 1983     | 20 december 1991  | Labor Party    | 1990        |                |
| 24   |                                                   | Paul Keating                                      | Paul Keating (1944)                               | 20 december 1991  | 11 maart 1996     | Labor Party    | 1990        | Keating I      |
| 24   | Keating II                                        | Paul Keating                                      | Paul Keating (1944)                               | 20 december 1991  | 11 maart 1996     | Labor Party    | 1993        |                |
| 25   |                                                   | John Howard                                       | John Howard (1939)                                | 11 maart 1996     | 3 december 2007   | Liberal Party  | Howard I    | 1996           |
| 25   | Howard II                                         | John Howard                                       | John Howard (1939)                                | 11 maart 1996     | 3 december 2007   | Liberal Party  | 1998        |                |
| 25   | Howard III                                        | John Howard                                       | John Howard (1939)                                | 11 maart 1996     | 3 december 2007   | Liberal Party  | 2001        |                |
| 25   | Howard IV                                         | John Howard                                       | John Howard (1939)                                | 11 maart 1996     | 3 december 2007   | Liberal Party  | 2004        |                |
| 26   |                                                   | Kevin Rudd                                        | Kevin Rudd (1957)                                 | 3 december 2007   | 24 juni 2010      | Labor Party    | Rudd I      | 2007           |
| 27   |                                                   | Julia Gillard                                     | Julia Gillard (1961)                              | 24 juni 2010      | 27 juni 2013      | Labor Party    | Gillard I   | 2007           |
| 27   | Gillard II                                        | Julia Gillard                                     | Julia Gillard (1961)                              | 24 juni 2010      | 27 juni 2013      | Labor Party    | 2010        |                |
| (26) |                                                   | Kevin Rudd                                        | Kevin Rudd (1957)                                 | 27 juni 2013      | 18 september 2013 | Labor Party    | 2010        | Rudd II        |
| 28   |                                                   | Tony Abbott                                       | Tony Abbott (1957)                                | 18 september 2013 | 15 september 2015 | Liberal Party  | Abbott      | 2013           |
| 29   |                                                   | Malcolm Turnbull                                  | Malcolm Turnbull (1954)                           | 15 september 2015 | 24 augustus 2018  | Liberal Party  | Turnbull I  | 2013           |
| 29   | Turnbull II                                       | Malcolm Turnbull                                  | Malcolm Turnbull (1954)                           | 15 september 2015 | 24 augustus 2018  | Liberal Party  | 2016        |                |
| 30   |                                                   | Scott Morrison                                    | Scott Morrison (1968)                             | 24 augustus 2018  | 23 mei 2022       | Liberal Party  | 2016        | Morrison I     |
| 30   | Morrison II                                       | Scott Morrison                                    | Scott Morrison (1968)                             | 24 augustus 2018  | 23 mei 2022       | Liberal Party  | 2019        |                |
| 31   |                                                   | Anthony Albanese                                  | Anthony Albanese (1963)                           | 23 mei 2022       | heden             | Labor Party    | Albanese I  | 2022           |
| 31   | Albanese II                                       | Anthony Albanese                                  | Anthony Albanese (1963)                           | 23 mei 2022       | heden             | Labor Party    | 2025        |                |